# 妙善寺 (東京都港区)
妙善寺（みょうぜんじ）は、東京都港区西麻布三丁目にある日蓮宗の寺院。山号は、日通山。

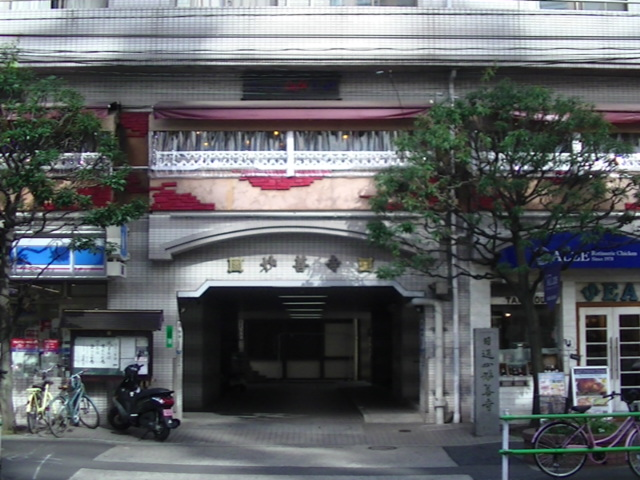
通称「テレ朝通り」に面する妙善寺の入口。10階建てマンションの1階を通り抜けて行く。

## 歴史
寛永四年（1627年）に、三浦長門守為春が日為を開山として創立された。この4年後の寛永八年（1631年）当寺の境内の年貢地704坪のうち、59坪が町屋となり、妙善寺門前の町名が成立した。なお、麻布妙善寺門前は明治2年（1869年）に麻布桜田町に編入されている。
為春の妹であり、為春と共に熱心な日蓮宗の信者であった養珠院お萬の方ゆかりの寺院でもある。
当寺には摩利支天が奉安され、養珠院の息子である徳川頼宣より寄進された釈尊像も安置されている。かつては妙善寺門前で摩利支天祭が盛大に催されていたと、『日本名所図解全集東都歳事記』の5月11日の項にて伝えられている。

## 墓所
- 江上司馬之助武経 - 柔術の揚心古流師範
- 芝全交 - 大蔵流の狂言師。本名は山本藤十郎。
- 井上家 - 囲碁の家元
- 紀州藩家老三浦家

## 催物

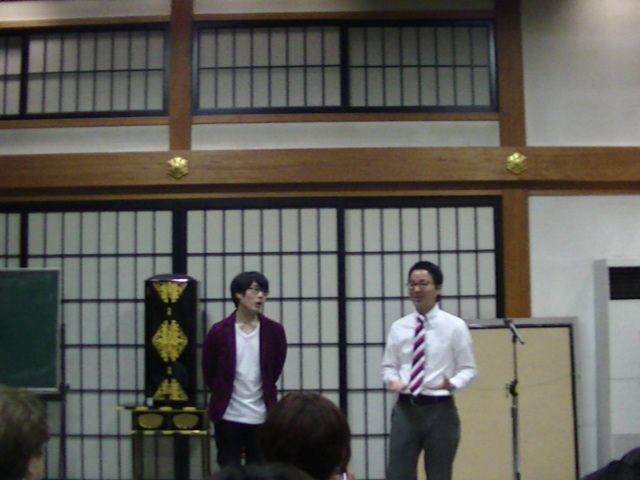
妙善寺でのお笑いライブの様子。写真はMCのオシエルズ。

創立者の三浦為春は文武両道に卓越した人物とされ、その関係から当寺内では、法要説教、茶会、歌会、書画会、碁会などが催され、その中でも碁においては井上因碩家の碁会が江戸時代中に定期的に行われており、このことから『麻布の碁寺』とも称されていた。この縁から、境内の墓地には歴代の井上因碩が埋葬されている。
現住職は、元吉本興業のお笑い芸人。近年ではお笑いライブや音楽ライブが当寺内で頻繁に行われている。2019年7月28日にはお笑いと音楽のフェス「妙善寺コメディフェス」が行われた。他にはこれまでに、お笑いライブは小出真保主催「小出お笑いサークル」、ハルカラのトークライブ「ハルカラララ♪ラフトーク」、中村涼子とハルカラのトークライブ「ショウワショウジョ」、「お寺 de M-1対策」ライブ、音楽ライブは「お寺で食育ロックコンサート」。「妙善寺POP」「妙善寺テライブ」などが行われている。
メインの催事として2015年より毎年秋に妙善寺映画祭が開催されている。主にインディペンデントの作品を上映し、素人や新人の登竜門としての機能を担っている。このイベントは現住職発信の企画であり、映画好きの住職が映画製作の人たちのコミュニティを作りたいという想いから妙善寺映画祭実行委員を結成し運営されている。

## 交通
- 鉄道
  - 六本木駅（東京メトロ日比谷線、都営地下鉄大江戸線）